# Palais Maravegia
Le palais Maravegia est une bâtisse de Venise, situé dans le quartier Dorsoduro et surplombant le Rio di San Trovaso, au Ponte de le Maravegie.
C'était le siège de la famille homonyme, liée à l'histoire d'Alessandra Maravegia, noble qui, emprisonnée par les Turcs, a choisi de mourir pour la Sérénissime.

## Description

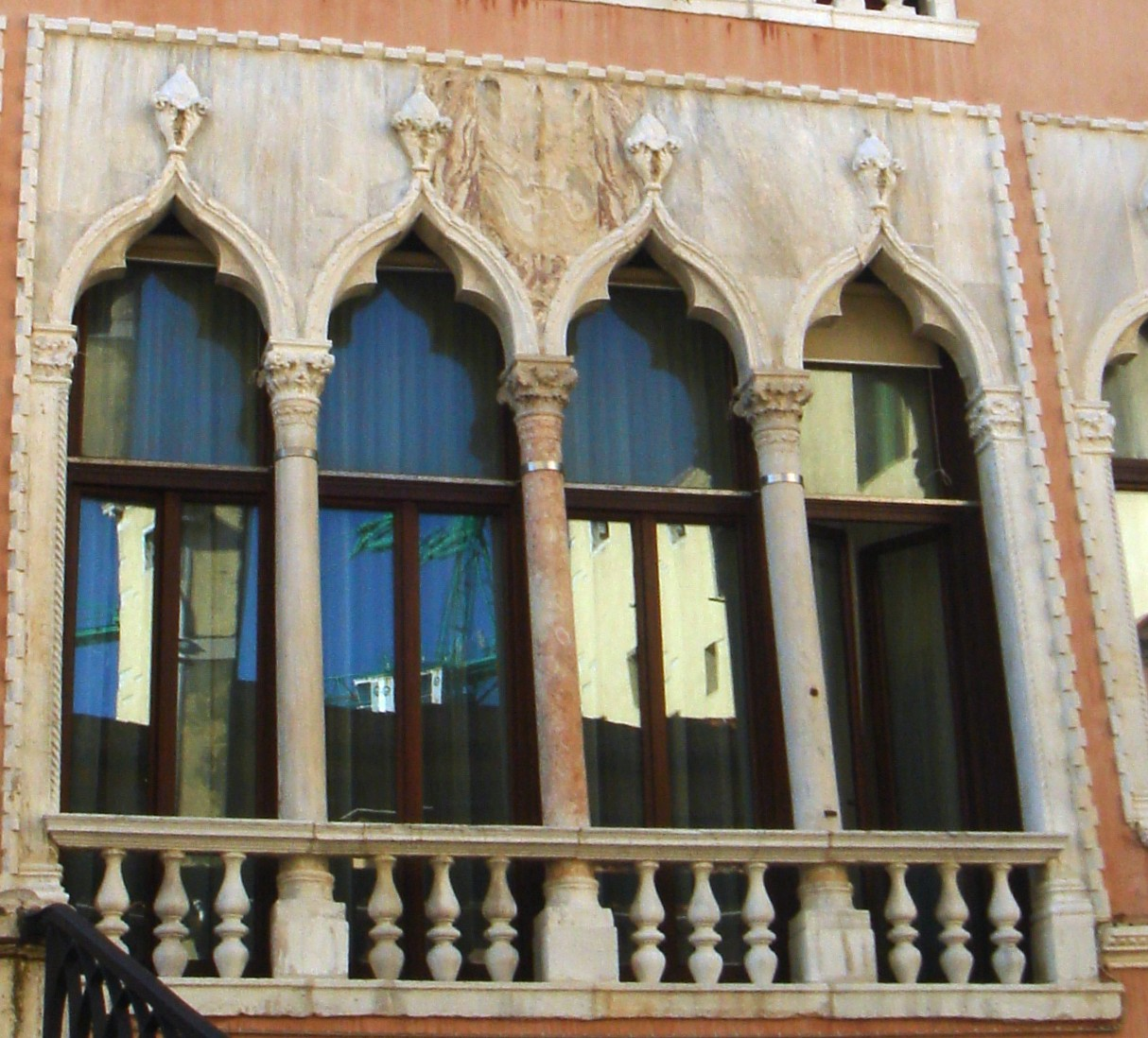
Le quadrifora au premier étage.
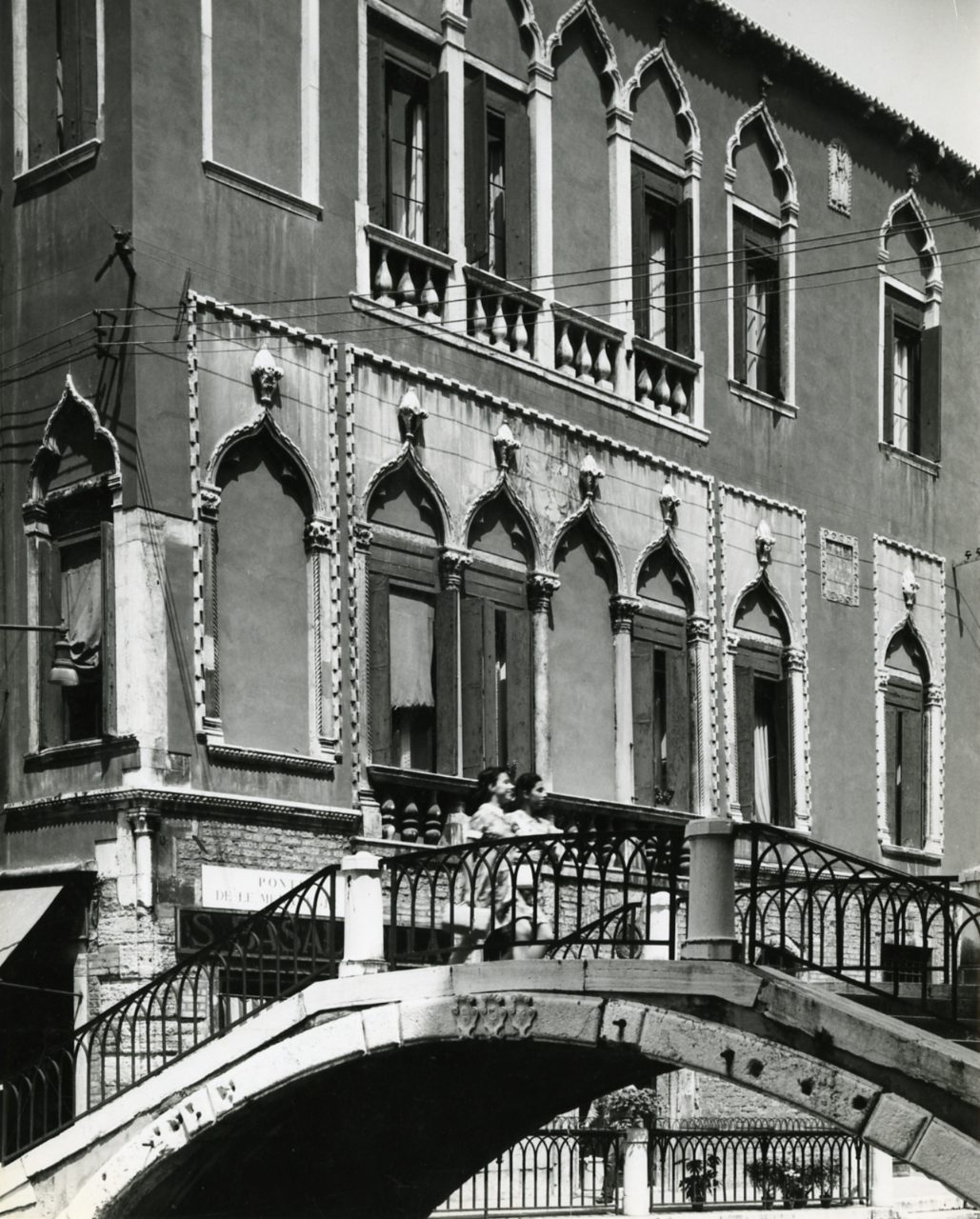
Le pont Maravegia et la façade du bâtiment. Photo de Paolo Monti, 1969.

De taille modeste, la façade du Palazzo Maravegia se caractérise par ses lignes gothiques du XVe siècle et son plâtre rose.